# Международно биенале на графиката Варна
Международното биенале на графиката е графична изложба-конкурс, провеждаща се от 1981 г. на всеки две години в гр. Варна.
От самото си начало биеналето залага на международния си характер. Като членове на журито редовно са канени известни графици от чужбина.
Организатори на събитието, което се провежда под патронажа на кмета на община Варна, са: Министерството на културата, община Варна и Съюза на българските художници.
Към всяко от проведените биеналета има издаден каталог.

## Носители на наградата на варненското биенале („Голямата награда на град Варна“)
- 1989 Стоян Цанев
- 1991 Симеон Венов
- 1997 Христо Кърджилов